# グルメ奥様とハイミス刑事の推理対決
『グルメ奥様とハイミス刑事の推理対決』（グルメおくさまとハイミスけいじのすいりたいけつ）は、1997年から1998年にテレビ朝日系「土曜ワイド劇場」で放送されたテレビドラマシリーズ。全2回。主演は野際陽子と室井滋。

## キャスト

### 主要人物
凍村朝子
演 - 野際陽子
フードコーディネーター。
北条秋弥
演 - 室井滋
警視庁捜査一課の警部補。
大沢チコ
演 - 西尾まり
朝子のアシスタント。
凍村さやか
演 - 真瀬樹里
朝子の娘。

### ゲスト
第1作「お料理学校殺人事件」（1997年）
- 戸田空山 - 米倉斉加年
- 矢吹圭馬 - 石橋保
- 上杉三成 - 本田博太郎
- 戸田若子 - あいはら友子
- 矢吹キク代 - 銀粉蝶
- 土方理一郎 - 林家いっ平
- 大田原よしゑ - 此島愛子
- 日吉鉄平 - 川上たけし
- 明里料治 - 日野陽仁
- 三島美雪 - 松本明代
- 川口伊奈 - 月森響子
- 柳田格助 - 相馬剛三
- 徳井優、杜澤泰文、北岡夢子、桑原貞雄、岸本光正、杉本美穂、矢部夕加里

第2作「予言毒殺の謎!」（1998年）
- 実直忠治（警視庁捜査係長・秋弥の上司） - 渡辺いっけい
- 三枝きぬ（雅楽子の付き人） - 奈良富士子
- 六戸部民治（振付け師・雅楽子の元夫） - 高城淳一
- 宮沢謙（雅楽子のマネージャー） - ひかる一平
- 暁三奈（雅楽子の長女役） - 青山知可子
- 明里ユカ（雅楽子の次女役） - あいだもも
- 詩水すみれ（雅楽子の三女役） - 田代恭子
- 一ノ瀬竜一（警視庁捜査一課の刑事・実直の部下） - 斎藤陽一郎
- 大門勝治（警視庁捜査一課の刑事・実直の部下） - 渡辺航
- 御影雅楽子（大物女優） - 朝丘雪路
- 市川甲介（プロデューサー） - 日野陽仁
- 新開貢（監督） - 松永博史
- 島中美知（ヘアメイク） - 横江可織里
- 朝日きらら（雅楽子のライバル女優） - 小野沢知子
- 高土新太郎、佐々木祐一郎、高橋八重子、西美樹子、中村由希子

## スタッフ
- 脚本 - 長坂秀佳、田中ひろみ
- 監督 - 吉田啓一郎
- 音楽 - 合田豊
- プロデューサー - 照喜名隆、高橋浩太郎、三輪祐見子、布施等
- 制作 - テレビ朝日、ザ・ワークス

## 放送日程
| 話数 | 放送日        | サブタイトル                                                          | 脚本                | 監督       | 視聴率 |
| ---- | ------------- | --------------------------------------------------------------------- | ------------------- | ---------- | ------ |
| 1    | 1997年5月10日 | お料理学校殺人事件 複合毒の謎! チョコ+ワイン=死のレシピ?              | 長坂秀佳 田中ひろみ | 吉田啓一郎 | 17.3%  |
| 2    | 1998年6月27日 | 予言毒殺の謎! 母と三姉妹骨肉の争い…なぜ長女はサソリを握って死んだのか | 長坂秀佳            | 吉田啓一郎 | 13.7%  |